# Airaphilus corsicus
Airaphilus corsicus es una especie de coleóptero de la familia Silvanidae.

## Distribución geográfica
Habita en Córcega, Cerdeña y Elba.